# Дискографія Billy Talent
Це дискографія канадського рок гурту Billy Talent. У цю дискографію увійшли тре записи, коли група була відома як Pezz. А саме: Demoluca, Dudebox, та Watoosh!. Крім цього дискографія включає студійні альбоми, концертні альбом, міні-альбоми, DVD та сингли під назвою Billy Talent.

## Студійні альбоми
| 1998                                      | Watoosh![A] - Реліз: 23 липня 1999 - Лейбл: Self-released           | — | —  | —  | —  | —  | —   | —   | —  | —  |                                                    |
| 2003                                      | Billy Talent - Реліз: 16 вересня 2003 - Лейбл: Warner, Atlantic     | 6 | 38 | —  | 97 | —  | 124 | 194 | 11 | —  | - CAN: 3× Platinum - GER: Gold                     |
| 2006                                      | Billy Talent II - Реліз: 27 червня 2006 - Лейбл: Warner, Atlantic   | 1 | 4  | 22 | 1  | 31 | 46  | 134 | 3  | —  | - CAN: 3× Platinum - GER: 2× Platinum - UK: Silver |
| 2009                                      | Billy Talent III - Реліз: 14 липня 2009 - Лейбл: Warner, Roadrunner | 1 | 2  | 3  | 2  | 3  | 35  | 107 | 1  | 98 | - CAN: 2× Platinum - GER: Platinum                 |
| 2012                                      | Dead Silence - Реліз: 11 вересня 2012 - Лейбл: Atlantic, Roadrunner | 1 | 2  | 12 | 1  | 3  | 23  | 135 | 3  | 94 | - CAN: Gold - GER: Gold                            |
| 2016                                      | Afraid of Heights - Реліз: 29 липня 2016 - Лейбл: Warner, The End   | 1 | 26 | 1  | 26 | 1  | 22  | 1   | 23 | 62 |                                                    |
|                                           |                                                                     |   |    |    |    |    |     |     |    |    |                                                    |
| «—» означає, що реліз не потрапив в чарт. |                                                                     |   |    |    |    |    |     |     |    |    |                                                    |

A↑ Watoosh! був виданий гуртом Billy Talent який виступав під назвою Pezz.

## Концертні альбоми
| 2006                                      | Live from the UK Sept./2006 - Реліз: 8/16 вересня 2006 - Лейбл: Atlantic Records | — | —  | — | —  | — | — | — |  |
| 2007                                      | 666 - Реліз: 27 листопада 2007 - Лейбл: Atlantic Records                         | — | 17 | — | 31 | — | — | — |  |
| «—» означає, що реліз не потрапив в чарт. |                                                                                  |   |    |   |    |   |   |   |  |

## Міні-альбоми
| Рік  | Деталі альбому                                                           |
| ---- | ------------------------------------------------------------------------ |
| 1994 | Demoluca[B] - Реліз: 1994 - Лейбл: Self-released                         |
| 1995 | Dudebox[B] - Реліз: січень 1995 - Лейбл: Self-released                   |
| 2001 | Try Honesty EP - Реліз: 2001 - Лейбл: Atlantic Records                   |
| 2003 | Try Honesty/Living in the Shadows - Реліз: 2003 - Лейбл: Self-released   |
| 2009 | Rusted from the Rain EP - Реліз: 28 липня 2009 - Лейбл: Atlantic Records |
| 2010 | iTunes Session - Реліз: 16 лютого 2010 - Лейбл: iTunes                   |

B↑ Demoluca та Dudebox були видані гуртом Billy Talent який виступав під назвою Pezz.

## Збірки
| Рік  | Деталі                                                      | Позиція в чарті | Позиція в чарті | Позиція в чарті | Позиція в чарті | Позиція в чарті | Позиція в чарті | Позиція в чарті | Сертифікація |
| Рік  | Деталі                                                      | CAN             | AUT             | FIN             | GER             | SWI             | US              | US Heat         | Сертифікація |
| ---- | ----------------------------------------------------------- | --------------- | --------------- | --------------- | --------------- | --------------- | --------------- | --------------- | ------------ |
| 2014 | Hits - Реліз: 4 листопада 2014 - Лейбл: Warner Music Canada | 15              | —               | —               | 69              | 79              | —               | —               |              |

## DVD
- Scandalous Travelers (2004)

## Сингли
| 2003 | «Try Honesty»                  | —  | ×  | ×  | —  | —  | —  | —  | 68  | 24 | Billy Talent            |
| 2004 | «The Ex»                       | —  | ×  | ×  | —  | —  | —  | —  | 61  | —  | Billy Talent            |
| 2004 | «River Below»                  | —  | ×  | ×  | —  | —  | —  | —  | 70  | —  | Billy Talent            |
| 2004 | «Nothing to Lose»              | —  | ×  | ×  | —  | —  | —  | —  | —   | —  | Billy Talent            |
| 2006 | «Devil in a Midnight Mass»     | 4  | ×  | ×  | —  | —  | —  | —  | 66  | —  | Billy Talent II         |
| 2006 | «Red Flag»                     | —  | ×  | ×  | 19 | —  | 34 | —  | 49  | —  | Billy Talent II         |
| 2006 | «Fallen Leaves»                | 22 | ×  | ×  | 34 | 18 | 35 | 91 | 104 | —  | Billy Talent II         |
| 2007 | «Surrender»                    | 22 | ×  | ×  | 45 | 10 | 46 | —  | —   | —  | Billy Talent II         |
| 2007 | «This Suffering»               | 93 | ×  | ×  | —  | —  | —  | —  | —   | —  | Billy Talent II         |
| 2008 | «Turn Your Back» (з Anti-Flag) | 23 | ×  | ×  | 50 | —  | —  | —  | —   | —  | «Turn Your Back» single |
| 2009 | «Rusted from the Rain»         | 9  | 1  | 1  | 19 | —  | 14 | 53 | —   | —  | Billy Talent III        |
| 2009 | «Devil on My Shoulder»         | 46 | 4  | 3  | —  | —  | —  | —  | —   | —  | Billy Talent III        |
| 2010 | «Saint Veronika»               | 62 | 4  | 5  | —  | —  | —  | —  | —   | —  | Billy Talent III        |
| 2010 | «Diamond on a Landmine»        | 88 | 10 | 6  | —  | —  | —  | —  | —   | —  | Billy Talent III        |
| 2012 | «Viking Death March»           | 69 | 3  | 9  | —  | —  | —  | —  | —   | —  | Dead Silence            |
| 2012 | «Surprise Surprise»            | 77 | 8  | 2  | —  | —  | 77 | —  | —   | —  | Dead Silence            |
| 2013 | «Stand Up and Run»             | 90 | 13 | 1  | —  | —  | —  | —  | —   | —  | Dead Silence            |
| 2013 | «Show Me the Way»              | —  | 26 | 18 | —  | —  | —  | —  | —   | —  | Dead Silence            |
| 2014 | «Kingdom of Zod»               | —  | —  | —  | —  | —  | —  | —  | —   | —  | Hits                    |
| 2014 | «Chasing the Sun»              | —  | —  | —  | —  | —  | —  | —  | —   | —  | Hits                    |
| 2016 | «Afraid of Heights»            | —  | 6  | 1  | —  | —  | —  | —  | —   | —  | Afraid of Heights       |
| 2016 | «Louder Than the DJ»           | —  | —  | —  | —  | —  | —  | —  | —   | —  | Afraid of Heights       |
| 2016 | «Big Red Gun»                  | —  | —  | —  | —  | —  | —  | —  | —   | —  | Afraid of Heights       |
| «—» означає, що реліз не потрапив в чарт. «×» denotes periods where charts did not exist or were not archived. |                                |    |    |    |    |    |    |    |     |    |                         |

## Демо-записи та треки, що не увійшли в жоден альбом
- «This is How it Goes» (Демо, виданий на міні-альбомі та синглі Try Honesty)
- «Living in the Shadows» (Демо, видане в інтернеті)
- «Cut the Curtains» (Демо, видане на мініальбомі Try Honesty)
- «Try Honesty» (Демо, виданий на мініальбомі та синглі Try Honesty)
- «Prisoners of Today» (Демо, видане в інтернеті)
- «Red Flag» (Демо, видане в інтернеті та на деяких CD збірках)
- «Devil in a Midnight Mass» (Демо, видане в інтернеті, and on the Devil in a Midnight Mass single and iTunes)
- «Beachballs» (Видано на мініальбомі та синглі Try Honesty)
- «Ever Fallen In Love (With Someone You Shouldnt've?)» (Кавер Buzzcocks, випущений на синглі Released On Devil In a Midnight Mass 7)
- «When I Was a Little Girl» (Видано на синглі Try Honesty, альтернативний мікс розміщений на Watoosh!)
- «Surrender» (A work in progress, видане в інтернеті)
- «Where is the Line?» (Демо, видане на синглі Red Flag)
- «Waiting Room» (Живе виконання композиції гурту Fugazi, випущеної на Pepsi Breakout Tour, а також на синглі The Ex)
- «Things» (Можливо Бі-сайд альбому Watoosh!)
- «Point Proven» (Старе Pezz демо)
- «The Ex» (Демо, видане в інтернеті)
- «Cold Turkey» (Кавер Джона Леннона виданий на синглі Rusted from the Rain)
- «Perfect World» (Демо, видане на синглі Fallen Leaves)
- «This Suffering» (Демо)
- «Bloody Nails + Broken Hearts» (Демо)

## Музичні відео
| Рік  | Назва                       | Режисер                     |
| ---- | --------------------------- | --------------------------- |
| 2003 | «Try Honesty»               | Sean Michael Turrell        |
| 2004 | «The Ex»                    | Billy Talent & Shawn Maher  |
| 2004 | «River Below»               | Sean Michael Turrell        |
| 2004 | «Nothing to Lose»           | Sean Michael Turrell        |
| 2006 | «Devil in a Midnight Mass»  | Sean Michael Turrell        |
| 2006 | «Red Flag»                  | Floria Sigismondi           |
| 2006 | «Fallen Leaves»             | Dean Karr & Ian D'Sa        |
| 2007 | «Surrender»                 | Phil Harder                 |
| 2007 | «The Navy Song»             | Unknown                     |
| 2007 | «This Suffering»            | Pierre & Francois Lamoureux |
| 2009 | «Rusted From the Rain»      | Wayne Isham                 |
| 2009 | «Devil on My Shoulder»      | Howard Greenhalgh           |
| 2010 | «Saint Veronika»            | Michael Maxxis              |
| 2010 | «Diamond on a Landmine»     | Michael Maxxis              |
| 2010 | «Prisoners of Today»        | Dustin Rabin                |
| 2012 | «Viking Death March»        | Michael Maxxis, David Hogan |
| 2012 | «Surprise Surprise»         | Michael Maxxis              |
| 2013 | «Stand Up and Run»          |                             |
| 2013 | «Show Me the Way»           | Jack Kay, Chad Kroeger      |
| 2013 | «Runnin' Across the Tracks» | Alon Isocianu               |
| 2015 | «Chasing the Sun»           | Phil Harder                 |
| 2016 | «Afraid of Heights»         | Alon Isocianu               |
| 2016 | «Louder Than The DJ»        |                             |